# Enicmus histrio
Enicmus histrio är en skalbaggsart som beskrevs av Joy och John Read le Brockton Tomlin 1910. Enicmus histrio ingår i släktet Enicmus, och familjen mögelbaggar. Arten är reproducerande i Sverige.